# Oligia amoena
Oligia amoena là một loài bướm đêm trong họ Noctuidae.